# Sophie Wenzel Ellis
Sophie Wenzel Ellis, née le 22 juillet 1893 à Memphis dans le Tennessee et morte en juin 1984, est une écrivaine américaine. C'est l'une des premières écrivaines à avoir publié des nouvelles de science-fiction dans des magazines pulp.

## Biographie

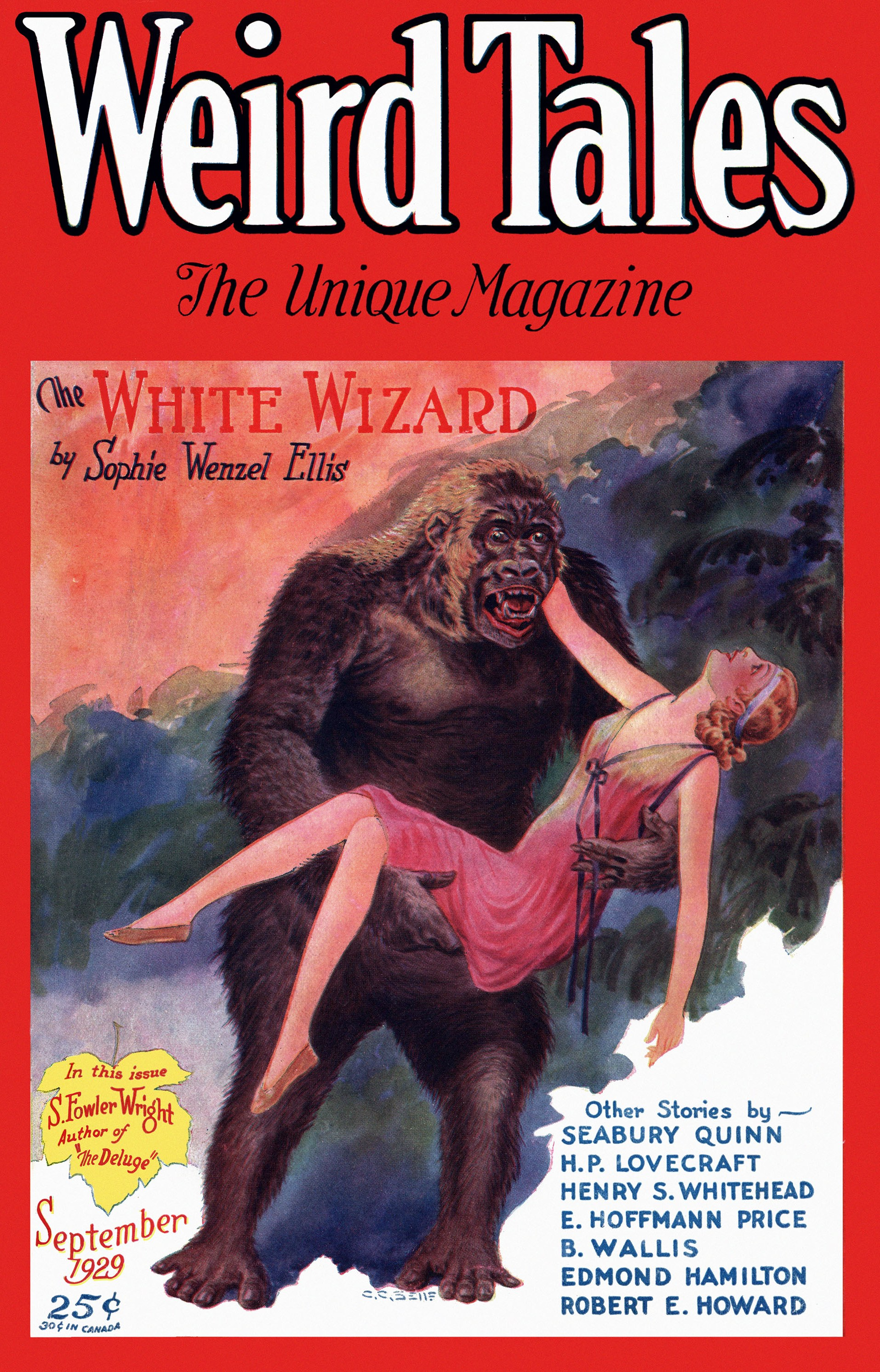
Couverture du magazine pulp américain Weird Tales (septembre 1929, vol. 14, n°3) mettant en avant la nouvelle The White Wizard de Sophie Wenzel Ellis. Illustration par C. C. Senf.

Sophie Louise Wenzel est née à Memphis dans l'État américain du Tennessee. Adulte, elle a vécu à Little Rock, dans l'Arkansas.
Ses nouvelles sont parues majoritairement dans des magazines pulp,.
Elles ont été rééditées plusieurs fois dans des anthologies en tant qu'exemples d'histoires de science-fiction pionnières écrites par des femmes,,.

## Principales publications
- 1919 : « The Unseen Seventh », dans The Thrill Book
- 1928 : « The Lily Garden », dans Mystery Stories (republiée dans Phantom en 1958)
- 1929 : « The White Wizard », dans Weird Tales
- 1929 : « The Spirit in the Garden », dans Ghost Stories
- 1929 : « Does Death Guard This Viking Hoard ? », dans True Strange Stories
- 1930 : « Creatures of the Light », dans Astounding
- 1930 : « Slaves of the Dust », dans Astounding
- 1932 : « The Shadow World », dans Amazing Stories
- 1933 : « White Lady », dans Strange Tales
- 1933 : « The Dwellers in the House », dans Weird Tales